# Joanne (chanson)
Pour les articles homonymes, voir Joanne.
Singles de Lady Gaga
The Cure
(2017) Shallow
(2018)
Pistes de Joanne
A-YO John Wayne
Joanne est une chanson écrite par l’artiste-compositrice américaine Lady Gaga issue de son cinquième opus homonyme, Joanne sortie en octobre 2016. 
Le titre obtient plusieurs versions, la version album sort le 21 octobre 2016 avec l’album, puis en tant que hit temporel sur les radios italiennes le 22 décembre 2017. Une deuxième version au piano stylisé en Joanne (Where Do You Think You’re Goin’?) est commercialisée et officialisée comme troisième et dernier single de l’album dans le monde entier le 26 janvier 2018. 

## Accueil critique
Rob Sheffield de Rolling Stones décrit Joanne comme'« une balade très touchante n’ayant aucune trace de disco ou de glam, remplacé par son doigt frôlant les cordes de sa guitare » Emily Mackay de NME décrit Joanne comme « un chant de grande beauté simple, plus affectueux que tout ce que Gaga a fait auparavant, mettant en valeur le pouvoir émotif plutôt que la force de cette grande voix.

## Interprétations
La première apparition à la télévision du titre Joanne a été durant une publicité pour Budweiser le 21 octobre 2016, promouvant aussi sa tournée promotionnelle comprenant seulement trois dates américaines : Dive Bar Tour. Le titre a été interprété durant l’émission japonaise News Zero en octobre 2016, puis sur l’émission de Allan Carr accompagné de son guitariste Tim Stewart. 
La version album est incluse dans la setlist de sa tournée Joanne World Tour (2017 - 2018). La dernière interprétation du titre afin de promouvoir la version au piano s’est passée durant la 60e cérémonie des Grammy Awards, en medley avec le single nommé ce soir là Million Reasons au piano, accompagné de son grand ami guitariste Mark Ronson,  ayant produit l’album entier : Joanne.

## Crédits
Crédits de la version album
- Auteur : Stefani Germanotta, Mark Ronson
- Producteur : Mark Ronson, Lady Gaga, BloodPop
- Enregistrements : 
  - Shangri-La Studios, Malibu, CA, US : Joshua Blair, Dave Russel, David Covel, Johnnie Burik.
  - Pink Duck Studios, Burbank, CA, US : Justin Smith, Joshua Blair
- Mixage : Tom Elmhirst, Joe Visciano, Brandon Bost au Electric Lady Studios, New York, NY, US
- Guitare : Mark Ronson, Harper Simon
- Basse : Mark Ronson
- Percussions : Lady Gaga
- Clavier : Mark Ronson, BloodPop

## Développement
Joanne est une chanson écrite par Lady Gaga, Mark Ronson et BloodPop. Ce titre rend hommage à la tante de la chanteuse décédée à l’âge de 19 ans souffrant d'un lupus. Une histoire familiale et personnelle très touchante que la chanteuse partage dans ce cinquième album également nommé Joanne sorti en octobre 2016. En décembre 2017 la chanson devient le troisième single officiel de l’album en Italie en tant que titre temporel sur les radios. Puis en janvier 2018, afin de clore l’ère de Joanne, la chanteuse officialise le titre comme troisième et dernier single dans le monde entier. Afin de le promouvoir la pochette du single a été créée, puis le clip vidéo est sorti quelques heures après la sortie du single. L’ère Joanne se termine donc ici.

## Récompenses
En 2019, le titre remporte le Grammy de la meilleure performance solo pop.

## Historique de sortie
| Pays         | Date             | Format               | Label      |
| ------------ | ---------------- | -------------------- | ---------- |
| Italie       | 22 décembre 2017 | Radio                | Streamline |
| Monde entier | 26 janvier 2018  | Téléchargement légal | Interscope |